# Carangoides
Carangoides is een geslacht van straalvinnige vissen uit de familie van horsmakrelen (Carangidae). Het geslacht is voor het eerst wetenschappelijk beschreven in 1851 door Bleeker.

## Soorten
- Carangoides armatus (Forsskål, 1775)
- Carangoides bajad (Forsskål, 1775)
- Carangoides bartholomaei (Cuvier, 1833)
- Carangoides chrysophrys (Cuvier, 1833)
- Carangoides ciliarius (Rüppell, 1830)
- Carangoides coeruleopinnatus (Rüppell, 1830)
- Carangoides dinema (Bleeker, 1851)
- Carangoides equula (Temminck & Schlegel, 1844)
- Carangoides ferdau (Forsskål, 1775)
- Carangoides fulvoguttatus (Forsskål, 1775)
- Carangoides gymnostethus (Cuvier, 1833)
- Carangoides hedlandensis (Whitley, 1934)
- Carangoides humerosus (McCulloch, 1915)
- Carangoides malabaricus (Bloch & Schneider, 1801)
- Carangoides oblongus (Cuvier, 1833)
- Carangoides orthogrammus (Jordan & Gilbert, 1882).
- Carangoides otrynter (Jordan & Gilbert, 1883)
- Carangoides plagiotaenia (Bleeker, 1857)
- Carangoides praeustus (Bennett, 1830)
- Carangoides talamparoides (Bleeker, 1852)